# Los Deseos de Thalía - Grandes Éxitos
Los Deseos De Thalía - Grandes Éxitos é a primeira compilação da cantora mexicana Thalía. Lançado em 23 de setembro de 1994, pela gravadora Melody, o álbum apresenta 14 singles de seus cinco álbuns anteriores, incluindo três álbuns de estúdio, um álbum de remixes e um de trilha sonora. É o último material discográfico de Thalía na gravadora Melody, visto que logo após ela assinou contrato com a multinacional EMI Latin.
O álbum foi lançado nos formatos CD e K7.

## Antecedentes e conteúdo
Após sair do grupo Timbiriche com quem gravou dois álbuns de estúdio: Timbiriche VII (o de maior sucesso, vendendo 1 milhão de cópias no México) e o disco duplo Timbiriche VIII y IX (que vendeu cerca de 500.000 cópias no país)., Thalía assinou o contrato com a gravadora FonoVisa. O primeiro lançamento foi o autointitulado, lançado em 1990, que causou controvérsia no devido aos seus dois primeiros singles: "Un Pacto ÷ Los 2" (que apesar do boicote em algumas rádios atingiu a posição de #16 no país) e "Saliva". Os dois singles seguintes amenizaram a imagem ("Pienso en Tí e "Amarillo Azul) e o disco foi certificado com dois discos de ouro, por mais de 200 mil cópias vendidas. Mundo de Cristal, seu sucessor, manteve o sucesso e recebeu dois discos de ouro, além de três sucessos de rádio: "En la Intimidad", "Sudor" e "Fuego Cruzado", as duas últimas atingiram as posições de #9 e #12 no México, respectivamente.
Seu último álbum de canções inéditas com a gravadora foi o bem sucedido, Love, de 1992, que vendeu mais de 500 mil cópias e ganhou discos de ouro e platina nas Filipinas e na Guatemala. Love trouxe seus dois maiores sucessos até então: "Sangre" e "Love" que atingiram a posição de #2 e de #5, respectivamente. Reunindo todos os sucessos, canções de trilhas sonoras de novelas protagonizadas pela cantora e remixes, a Fonovisa/Melody lançou em 1994, a compilação Los Deseos De Thalía - Grandes Éxitos.
Um comercial de TV foi feito para promover o disco.

## Recepção crítica
Anos após o seu lançamento e de um número substancial de coletâneas lançadas com canções dos três primeiros álbuns de estúdio da cantora, o crítico Jason Birchmeier, do site AllMusic, deu ao álbum duas estrelas e meia de cinco estrelas, numa crítica em que argumentou que o lançamento era apenas um de uma série de coletâneas da cantora que não abrangem as melhores canções de sua carreira.

## Lista das Músicas
- Fonte:[1]

| N.º | Título                                             | Compositor(es)                    | Duração |  |
| 1.  | "Pienso En Tí" (do álbum Thalía (1990))            | Aureo Baqueiro                    | 4:47    |  |
| 2.  | "Fuego Cruzado" (do álbum Mundo de Cristal)        | Luís Cabañas Agudo, Pablo Pinilla | 4:36    |  |
| 3.  | "La Vie En Rose" (do álbum Love)                   | Édith Piaf, Mack David, Louiguy   | 5:09    |  |
| 4.  | "En La Intimidad" (do álbum Mundo de Cristal)      | Fernando Riba, Kiko Campos        | 5:04    |  |
| 5.  | "Sudor (Parte I & II)" (do álbum Mundo de Cristal) | Alfredo Díaz Ordaz                | 5:04    |  |
| 6.  | "Sangre" (do álbum Love)                           | Thalía Sodi                       | 3:35    |  |
| 7.  | "Amarillo Azul" (do álbum Thalía (1990))           | Luís Cabaña, Pablo Pinilla        | 3:49    |  |
| 8.  | "Saliva" (do álbum Thalía (1990))                  | Thalía Sodi, Alfredo Díaz Ordaz   | 3:14    |  |
| 9.  | "Love" (do álbum Love)                             | Luís Carlos Esteban               | 4:15    |  |
| 10. | "Un Pacto ÷ Los 2" (do álbum Thalía (1990))        | Thalía Sodi, Alfredo Díaz Ordaz   | 3:19    |  |
| 11. | "María Mercedes" (do álbum Love)                   | Viviana Pímstein, Paco Navarrete  | 2:48    |  |
| 12. | "Marimar" (do álbum MariMar)                       | Viviana Pímstein                  | 3:20    |  |
| 13. | "Sangre (Underground Mix)" (do álbum Mix)          | Thalía Sodi                       | 9:15    |  |
| 14. | "Love (1001 Nights Club Mix)" (do álbum Mix)       | Luís Carlos Esteban               | 6:52    |  |